# Kotel (Karkonosze)
Kotel (niem. Kesselkoppe) – szczyt (1435 m n.p.m.) w północnych Czechach w Sudetach Zachodnich, w paśmie Karkonoszy. Wcześniej górę Kotel nazywano Kokrháč.
Szczyt położony jest na Czeskim Grzbiecie Karkonoszy, na południowy zachód od Łabskiego Szczytu.
Najwyższa góra Karkonoszy w zachodniej części Czeskiego Grzbietu. Powyżej obszarów leśnych regla górnego szczyt porośnięty kosodrzewiną. Południowo-wschodnie strome zbocza wpadają do kotła polodowcowego Kotelní jámy, gdzie znajduje się duża liczba stanowisk chronionych gatunków roślin, zbocze północne łagodnie opada, zmieniając się w rozległą wierzchowinę z podmokłymi łąkami i torfowiskami. Na zachodzie łęk oddziela Kotel od szczytu Lysá hora. Z wierzchołka góry rozpościera się panoramiczny widok na czeskie i polskie Karkonosze.